# Poney de selle britannique
British Riding pony
Le poney de selle britannique (anglais : British Riding Pony, abrégé RP) est un stud-book de poneys du Royaume-Uni, sélectionné spécifiquement pour les concours d'équitation sur poney. Influencé par le Welsh et le Pur-sang, il est commun et exporté dans tout le Commonwealth.

## Histoire
Également nommé English Riding Pony en Australie, il constitue davantage un type de cheval qu'une race à part entière. Ce stud-book a en effet été créé dans un but spécifique, la participation aux concours d'équitation sur poney. Durant la première moitié du XXe siècle, il intègre des poneys Dartmoor, Welsh et Exmoor, croisés à des Pur-sang et des Arabes,. L'influence principale provient du New Forest. Le meilleur type de croisement est défini comme étant celui d'un Welsh avec un Pur-sang, avec une légère influence arabe.

## Description
Il existe trois catégorie de taille : moins de 1,24 m, 1,24 m à 1,34 m et 1,34 m à 1,44 m, pour une fourchette globale de 1,15 m à 1,44 m d'après le guide Delachaux.
Il est considéré comme un poney élégant, bien conformé, doté de style, rappelant le Pur-sang en plus petit. La race se divise en deux types, le Show Pony et le Show Hunter Pony.
La tête, de profil rectiligne, est légère et fine, large entre les deux yeux, surmontée d'oreilles courtes et dotée de grands naseaux. l'encolure est longue et rouée, le garrot bien sorti, les omoplates redressées et les épaules inclinées. La poitrine est large et profonde ; le dos, de longueur moyenne, est droit,. L'arrière-main est longue et lisse, la croupe ronde et musclée, avec une queue attachée haut,. Les jambes sont solides, avec de larges articulations et des sabots durs,. Il n'y a pas de fanons.
Toutes les couleurs de robe sont autorisées, mais ces poneys sont généralement de robe alezane, baie, noire ou grise.
C'est un poney assez nerveux et énergique, qui peut aussi se montrer tranquille.

### Allures
Son action est droite et libre, avec des allures énergiques et basses qui rappellent celles du Pur-sang,. 
Le poney de selle britannique a fait l'objet d'une étude visant à déterminer la présence de la mutation du gène DMRT3 à l'origine des allures supplémentaire : l'étude d'un sujet a permis de confirmer l'absence de cette mutation, ainsi que l'absence de chevaux présentant des allures supplémentaires parmi tous les sujets de la race. 

## Utilisations
Ces poneys sont destinés aux concours d'équitation sur poney pour les enfants et des adolescents, et en particulier au saut d'obstacles. Ils sont réputés pouvoir se dresser facilement. Les plus grands sujets peuvent être montés par des adultes, à condition qu'ils ne pèsent pas trop lourd.

## Diffusion de l'élevage
Ces poneys sont considérés comme communs et relativement populaires, étant élevés dans d'autres pays que leur Royaume-Uni natal, notamment la Nouvelle-Zélande et l'Australie. Il n'existe pas de relevé de la population britannique dans la base de données DAD-IS. Les effectifs australiens ne sont pas renseignés non plus.